# ヤプシン1
ヤプシン1(Yapsin 1, EC 3.4.23.41)は、以下の化学反応を触媒する酵素である。
P1位にアルギニンまたはリシンを持つ様々な前駆体タンパク質を加水分解する。P2位もアルギニンまたはリシンであることが一般的である。P3位のアミノ酸は通常非極性残基であるが、そうでない場合には非プライム側とプライム側の双方にさらに塩基性残基を持つ配列を好む。
この酵素は、ペプシンのペプチダーゼファミリーA1に属する。